# Darren O’Rourke

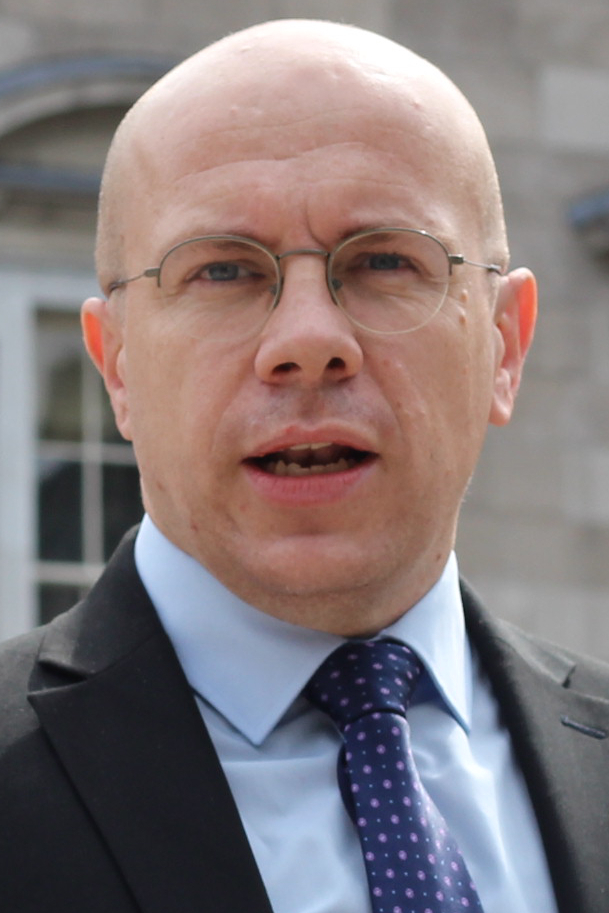
Darren O’Rourke (2021)

Darren O’Rourke (* 1979 oder 1980 in Kells, County Meath, Irland) ist ein irischer Medizinwissenschaftler und Politiker der Sinn Féin, der seit Februar 2020 Abgeordneter im Dáil Éireann ist.

## Leben
Darren O’Rourke studierte am Dublin Institute of Technology, am Trinity College Dublin und am Royal College of Surgeons in Ireland. Er arbeitete danach in der Gesundheitsforschung am Dubliner St. James’s Hospital. Lange Zeit beriet er den Abgeordneten Caoimhghín Ó Caoláin.
2013 trat er bei der Nachwahl zum Dáil Éireann
im Wahlkreis Meath East an, unterlag jedoch Helen McEntee (Fine Gael), die damit den Sitz ihres verstorbenen Vaters Shane McEntee erhielt. 2014 und 2019 wurde er in den Meath County Council gewählt.
Bei den Wahlen zum Dáil Éireann 2016 unterlag er Regina Doherty (Fine Gael). Zu den Wahlen 2020 trat er als Kandidat der Sinn Féin erneut im Wahlkreis Meath East an, wurde gewählt und zum Klima- und Umweltsprecher der Partei ernannt. Den Erfolg wiederholte er bei den Wahlen 2024.

## Privates
Darren O’Rourke ist mit Marie O’Kane verheiratet, mit der er drei Kinder hat.